# Mesitornis
Mesitornis es un género de aves mesitornithiformes de la familia Mesitornithidae que incluye dos especies endémicas de Madagascar.

## Especies
Se reconocen las siguientes especies:
- Mesitornis variegatus (Geoffroy Saint-Hilaire, I, 1838) – mesito pechiblanco;
- Mesitornis unicolor (Des Murs, 1845) – mesito unicolor.